# Мост дей Фьорентини
Мост дей Фьоренти́ни (итал. Ponte dei Fiorentini; также известен как Желе́зный мост (итал. Ponte de Fero), Мост со́льдо (итал. Ponte del Soldo или итал. Ponte del Soldino)) ― разрушенный железный подвесной мост через реку Тибр в Риме, Италия. Вместо моста дей Фьорентини в 1942 году был построен мост Принца Амадео Савойского.

## Описание
Мост дей Фьорентини находился рядом с базиликой Сан-Джованни-деи-Фиорентини и соединял улицы Джулия и делла Лунгара.

## История
Мост был разработан по заказу Папской области командой из французского и итальянского архитекторов Монгольфье Бодена и Рафаэля Каневари соответственно и построен под их руководством в 1861―1863 годах неназванной французской компанией. Изначально мост предназначался для перемещения домашних животных, но позже начал использоваться только для пешеходного движения.
Чтобы пройти мосту, было необходимо заплатить один сольдо, поэтому в народе мост был назван в честь этой монеты. Военнослужащие, жандармы города и монахи могли пройти по мосту бесплатно. Движение по мосту было также бесплатным для всех горожан в день Пасхи. 
Плата за прохождение моста взималась построившей его французской компанией, чтобы покрыть затраты на строительство. В течение нескольких лет компания также собирала деньги, чтобы пожертвовать их семье графа Доменико Челани, убитого не желавшим платить за переправу на другой берег реки прохожим.

### Снос моста
15 июля 1941 года во время Второй Мировой войны мост был разобран на металл, вместо моста дей Фьорентини спустя год был построен мост Принца Амадео Савойского. Сталь, использованная при строительстве моста, была все ещё в хорошем состоянии, поэтому она была оставлена на хранение.
Для строительства моста Принца Амадео Савойского кроме сноса моста дей Фьорентини строителям пришлось снести церковь Святых Леонардо и Ромуальдо (XIII век), газетный киоск, посвященный Санта-Франческа Романа, и Порто Леонино ― небольшой торговый порт, построенный по приказу Льва XIII.